# Dubiaranea habilis
Dubiaranea habilis is een spinnensoort uit de familie hangmatspinnen (Linyphiidae). De soort komt voor in Ecuador.